# Mathew Vattackuzhy
Mathew Vattackuzhy (* 20. Februar 1930 in Chenkal; † 22. November 2016) war ein indischer Geistlicher und syro-malabarischer Bischof von Kanjirapally. 

## Leben
Mathew Vattackuzhy empfing am 1. Juni 1956 die Priesterweihe.
Papst Johannes Paul II. ernannte ihn am  20. Dezember 1986 zum Bischof von Kanjirapally. Der Erzbischof von Changanacherry, Joseph Powathil, spendete ihm am 26. Februar des folgenden Jahres die Bischofsweihe; Mitkonsekratoren waren Kuriakose Kunnacherry, Bischof von Kottayam, und Joseph Pallikaparampil, Bischof von Palai.
Am 23. Dezember 2000 nahm Papst Johannes Paul II. seinen vorzeitigen Rücktritt an.